# Juan Bautista Pedemonte
Juan Bautista Pedemonte (Santiago del Estero, 14 de marzo de 2000) es un jugador de rugby argentino que se desempeña como Tercera línea y juega en Vannes del Top 14. Debutó con los Pumas en 2024.

## Carrera

### Santiago Lawn Tennis
Pedemonte se formó en Santiago Lawn Tennis, donde llegó a jugar el Torneo Regional del NOA.

### Jaguares
En 2020, con solamente 19 años, se suma a Jaguares y debuta en el súper rugby pero debido a la suspensión del torneo no disputaría muchos partidos.

### Jaguares XV
En el año 2021 jugaría la Súper Liga Americana de Rugby con la camiseta de Jaguares XV, en dónde se coronaría campeón ganando todos los partidos, incluida la final, en donde vencería a Peñarol Rugby en Uruguay. En la temporada siguiente llegaría a semifinales en dónde caería ante Selknam.

### Vannes
En 2022 se muda a Francia para sumarse al Vannes de la Pro D2. En su primera temporada llegaría hasta semifinales en donde sería derrotado, en un ajustado partido, por Oyonnax. En la próxima temporada se consagraría campeón al vencer a Grenoble y obtendría así, el ascenso al Top 14.

## Selección nacional
Bautista jugó en los Pumitas y participó en 2 mundiales juveniles (2018 y 2019), obteniendo un cuarto puesto en 2019.
En 2024 fue convocado a los Pumas y debutó contra Francia en Mendoza.

## Clubes
| Club                 | País      |
| -------------------- | --------- |
| Santiago Lawn Tennis | Argentina |
| Jaguares             | Argentina |
| Jaguares XV          | Argentina |
| Vannes               | Francia   |

## Palmarés
| Título                        | Equipo      | País      | Año  |
| ----------------------------- | ----------- | --------- | ---- |
| Súper Liga Americana de Rugby | Jaguares XV | Argentina | 2021 |
| Pro D2                        | Vannes      | Francia   | 2024 |